# Harry Styles
Harry Edward Styles (ur. 1 lutego 1994 w Redditch) – brytyjski piosenkarz, autor tekstów, muzyk, model i aktor.
Karierę muzyczną rozpoczął w 2010 od udziału w siódmej edycji brytyjskiego programu typu talent show The X Factor. W latach 2010–2015 jeden z wokalistów boys bandu One Direction, jednego z najlepiej sprzedających się zespołów muzycznych na świecie. Nagrał i wydał z grupą łącznie pięć płyt: Up All Night (2011), Take Me Home (2012), Midnight Memories (2013), Four (2014) i Made in the A.M. (2015), które do 2020 rozeszły się w nakładzie ok. 70 mln egzemplarzy na świecie. Od 2015 artysta solowy, wydał trzy płyty: Harry Styles (2017), Fine Line (2019) i Harry’s House (2022) oraz wylansował przeboje: „Sign of the Times”, „Watermelon Sugar” i „As It Was”.
Laureat trzech nagród Grammy (w tym w kategorii Album roku za rok 2022), sześciu Brit Awards i czterech MTV Video Music Awards. W 2020 został pierwszym mężczyzną, który znalazł się na głównej okładce czasopisma „Vogue”.

## Życiorys
Urodził się 1 lutego w Redditch, Worcestershire w Anglii, jest synem Anne Twist oraz Desmonda Stylesa. Kiedy był dzieckiem, przeprowadził się wraz z rodzicami i starszą siostrą Gemmą do wioski Holmes Chapel w hrabstwie ceremonialnym Cheshire. Jednak jego rodzice rozwiedli się, gdy miał siedem lat. Ma starszego przyrodniego brata o imieniu Mike oraz przyrodnią siostrę Amy. Jako dziecko śpiewał covery na maszynie karaoke, którą podarował mu jego dziadek, a pierwszą piosenką, którą nagrał, była The Girl of My Best Friend Elvisa Presleya. Uczęszczał do Holmes Chapel Comprehensive School i jako nastolatek pracował w lokalnej piekarni W. Mandeville. Ponadto wraz z przyjaciółmi występował w szkolnym boys bandzie White Eskimo.

## Kariera muzyczna

### 2010–2015: One Direction

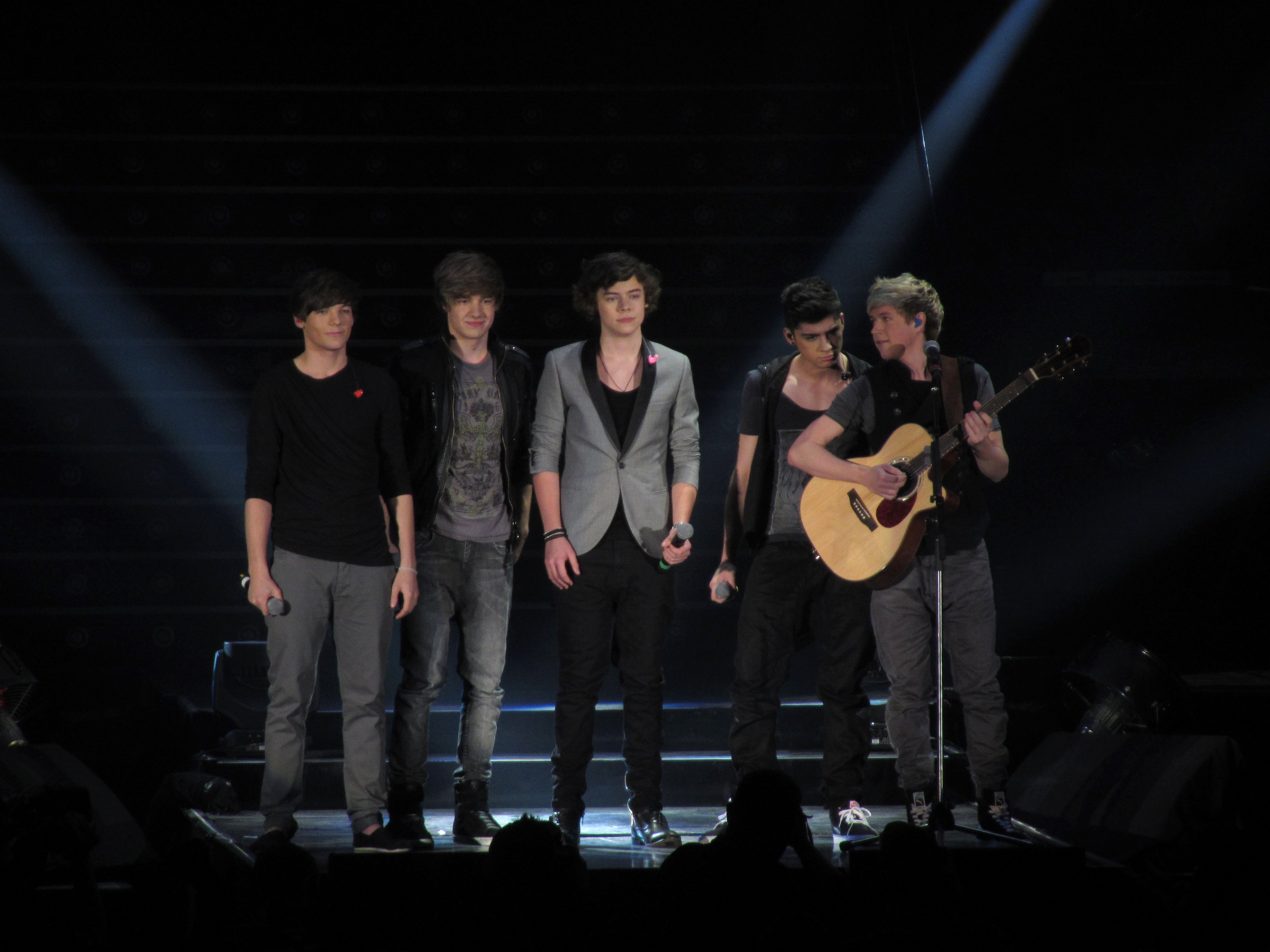
One Direction w programie The X Factor (2010)

W kwietniu 2010, za namową matki, wziął udział w przesłuchaniach do siódmej brytyjskiej wersji programu The X Factor. W pierwszym etapie zaśpiewał piosenkę „Hey, Soul Sister” zespołu Train. Niezadowolony z wyboru oraz wykonania tej piosenki juror Simon Cowell zasugerował, by Styles zaśpiewał a cappella coś innego, a ten wybrał „Isn’t She Lovely” z repertuaru Steviego Wondera. Dzięki tej zmianie Styles przeszedł do kolejnej rundy, tzw. bootcampu, z którego został wyeliminowany. Po ogłoszeniu wyników wraz z czterema innymi solowymi uczestnikami (Niallem Horanem, Liamem Payne’em, Louisem Tomlinsonem i Zaynem Malikiem) otrzymali propozycję utworzenia boysbandu. Przez wiele lat utrzymywano, iż to Cowell jest odpowiedzialny za skład zespołu, jednak w 2022 opublikowano nagranie, z którego wynika, że znaczące decyzje w tej sprawie podejmowała Nicole Scherzinger. Zespół otrzymał nazwę zaproponowaną przez Stylesa – One Direction. Boys band zadebiutował w programie wykonaniem piosenki Torn podczas ostatniej rundy przed odcinkami na żywo. Decyzją Cowella przeszli do głównej rywalizacji i rozpoczynając od wykonania utworu Viva la Vida zespołu Coldplay szybko zdobyli grono fanów docierając do finału programu. W finałowym głosowaniu widzów zajęli trzecie miejsce, ale ich popularność pozwoliła im na podpisanie kontraktu wartego 1 mln funtów z wytwórnią Syco Music i rozpoczęciem pracy nad pierwszym albumem pod okiem Cowella.
Pierwszy singiel zespołu, What Makes You Beautiful, ukazał się 11 września 2011 roku i zadebiutował na pierwszym miejscu listy przebojów w Wielkiej Brytanii. Ich pierwszy album studyjny Up All Night miał premierę w listopadzie tego samego roku i także okazał się sukcesem, debiutując na drugim miejscu UK Albums Chart i stając się jednocześnie jednym z najszybciej sprzedających się albumów debiutanckich w historii.
Przed końcem 2011 roku boysband podpisał kontrakt z amerykańską wytwórnią Columbia Records, dzięki czemu rozpoczęli promocję zespołu i pierwszego albumu w Stanach Zjednoczonych. Do 2016 wydali jeszcze cztery albumy: Take Me Home (2012), Midnight Memories (2013), Four (2014) i Made in the A.M. (2015). Z czterema pierwszymi płytami dotarli do pierwszego miejsca amerykańskiej listy Billboard 200. 25 marca 2015 roku Zayn Malik za pośrednictwem social mediów przekazał informację, że podjął decyzję o odejściu z One Direction, zaś kilka miesięcy później, 24 sierpnia 2015 roku, wszyscy członkowie poinformowali o zawieszeniu działalności zespołu.

### 2016–2018:Harry Styles

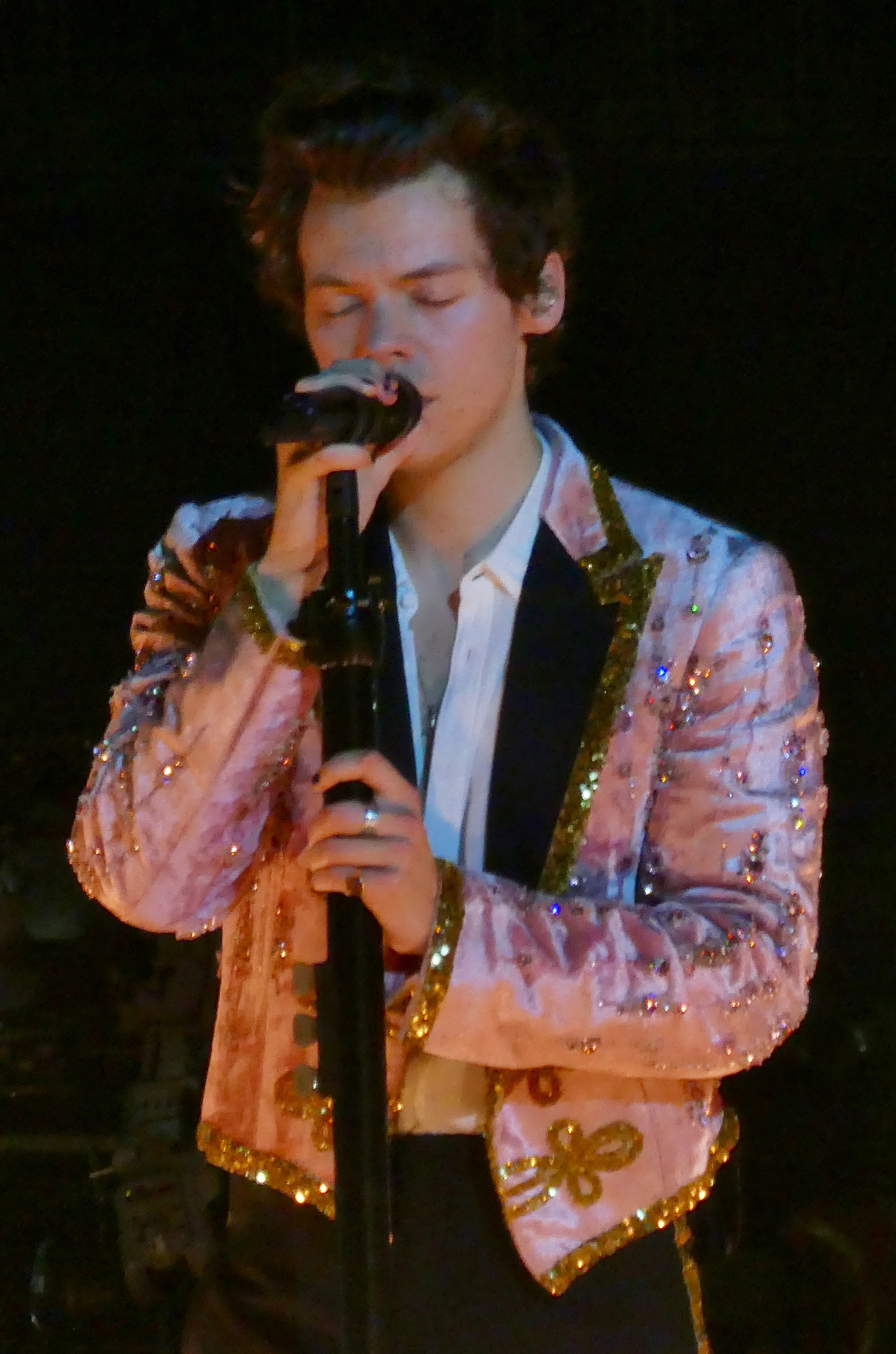
Styles (2017)

Po zakończeniu promowania ostatniej płyty One Direction, Styles dołączył do Full Stop Management i agencji talentów CAA, podpisując kontrakt nagraniowy z Columbia Records w pierwszej połowie 2016 roku W tym czasie założył również własną wytwórnię płytową Erskine Records. Nagrywanie debiutanckiego albumu Harry Styles miało miejsce przez cały 2016 rok w Los Angeles, Londynie i Port Antonio na Jamajce, gdzie Styles i jego współpracownicy spędzili dwa tygodnie na pisaniu tekstów. Ostatecznie w marcu 2017 roku ogłosił, że jego pierwszy solowy singiel Sign of the Times zostanie wydany 7 kwietnia. Piosenka zajęła pierwsze miejsce na UK Singles Chart i czwarte na amerykańskiej liście Billboard Hot 100. Ballada, w której dominują wpływy muzyczne z gatunków glam i soft rock była porównywana do twórczości chwilę wcześniej zmarłego Davida Bowiego. Magazyn The Rolling Stone uznał debiutancki singiel Sign of the Times za najlepszą piosenkę 2017 roku. Teledysk zadebiutował miesiąc po premierze piosenki, 8 maja i przedstawia latającego oraz chodzącego po wodzie piosenkarza. Wideo zdobyło nagrodę Brit Awards w kategorii Najlepszy Brytyjski Teledysk. W kwietniu, chwilę po wydaniu singla, Styles był gościem muzycznym w Saturday Night Live w Stanach Zjednoczonych, lecz za jego solowy debiut telewizyjny uznaje się wzięcie udziału w The Graham Norton Show prowadzonego przez samego Nortona.
Jego debiutancki album Harry Styles został wydany 12 maja 2017 roku, po czym zadebiutował jako numer jeden w kilku krajach, m.in. w jego rodzinnej Wielkiej Brytanii oraz w Stanach Zjednoczonych. Płyta była pod wpływem soft rocka z lat 70. i została opisana przez Variety jako „klasyczny koktajl psychodelii, britpopu i balladii”. Zgodnie z raportem IFPI, album sprzedano w ponad milionowym nakładzie na całym świecie, dzięki czemu było to jedno z najlepiej sprzedających się nagrań w 2017. Kilka miesięcy po premierze debiutanckiej płyty Styles wyruszył w swoją pierwszą trasę koncertową, Harry Styles: Live on Tour, od września 2017 do lipca 2018, występując w Ameryce Północnej i Południowej, Europie, Azji i Australii.
Pod koniec 2018 roku Styles wraz z Jack Antonoff’em i Ilsey Juber stworzył utwór lfie’s Song (Not So Typical Love Song) na potrzeby filmu Twój Simon, który nagrał zespół Bleachers. Co więcej, piosenkarz także udzielał się jako producent wykonawczy amerykańskiego sitcomu CBS Happy Together, którego premiera odbyła się w październiku 2018 roku. Sam sitcom był inspirowany jego czasem spędzonym z producentem telewizyjnym Benem Winstonem i jego żoną. Również końcem 2018 roku Harry rozpoczął współpracę z włoskim domem mody Gucci, dla którego udziela się jako model w kampaniach reklamowych.

### 2019–2021:Fine Line
Drugą płytę Harry’ego zapowiadał singiel Lights Up wydany w październiku 2019 roku. Utwór zadebiutował na trzecim miejscu w Wielkiej Brytanii. Na chwilę przed wydaniem albumu Styles pojawił się w Saturday Night Live jako gospodarz oraz główna postać muzyczna goszcząc Jamesa Cordena i Kendal Jenner. Po wydaniu albumu w grudniu ponownie gościł na The Late Late Show z Jamesem Cordenem.
Fine Line została wydana 13 grudnia. Album został nagrany w studiu Shangri-La w Malibu w Kalifornii z tym samym zespołem produkcyjnym, który towarzyszył przy tworzeniu debiutu i przyniósł mu trzy nominacje do Grammy. Nowa płyta miała podobne brzmienia co pierwsza, jednak zawierała większe wpływy funku i soulu. Nowe wydawnictwo otrzymało pozytywne recenzje od krytyków. Album osiągnął drugą pozycję w Wielkiej Brytanii i znalazł się na szczycie amerykańskich list przebojów, bijąc rekord jako największy debiut sprzedaży angielskiego artysty w USA. Magazyn The Rolling Stone umieścił go na 491. miejscu na liście „500 najlepszych albumów wszech czasów” w 2020 roku. Singiel Watermelon Sugar stał się czwartym singlem Harry’ego w pierwszej dziesiątce w Wielkiej Brytanii, osiągając czwarte miejsce, a także jego pierwszy numer jeden w Stanach Zjednoczonych.

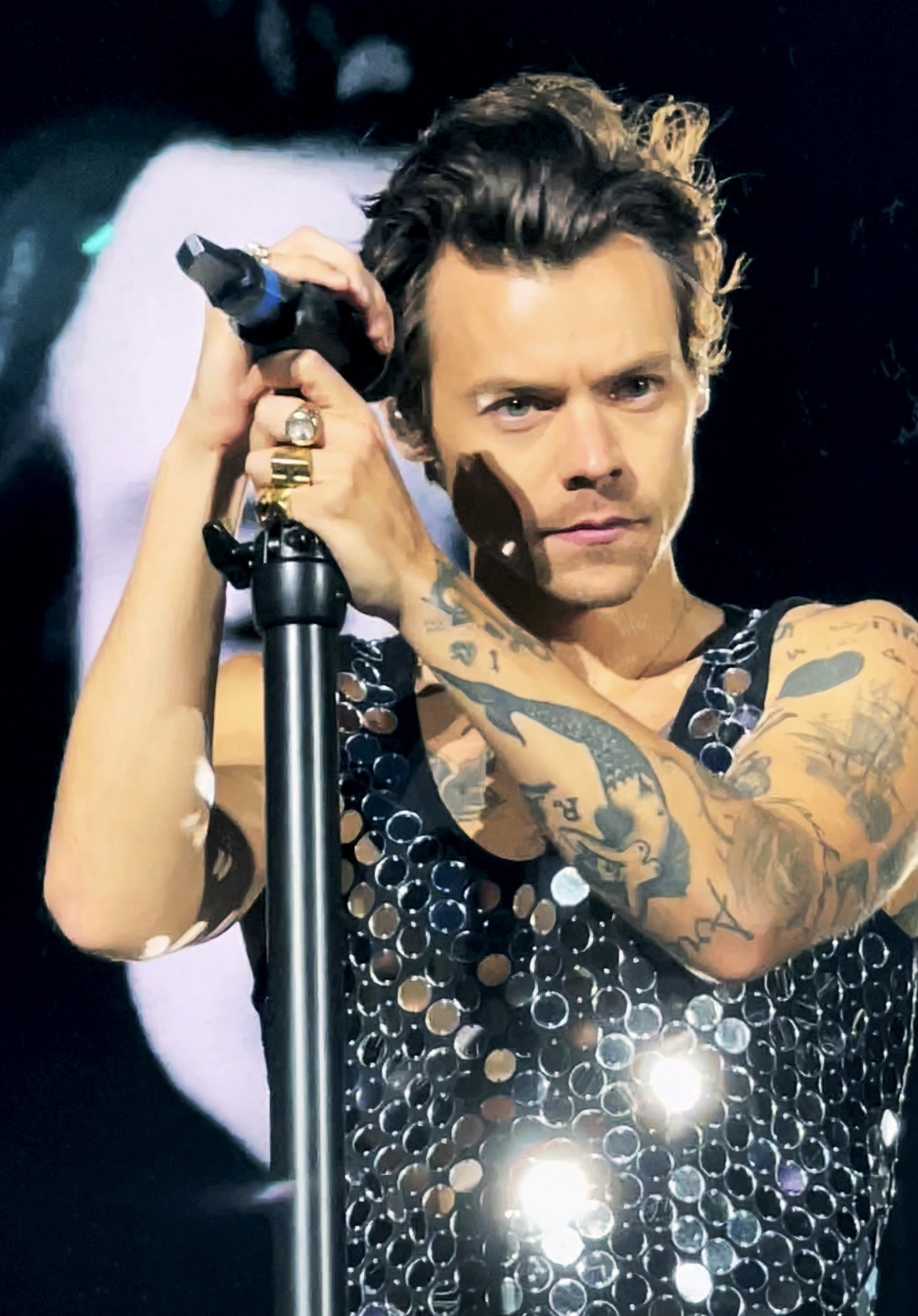
Styles podczas Love On Tour (2022)

Trasa koncertowa promująca wydawnictwo Fine Line, zatytułowana Love On Tour, miała odbyć się w 2020 roku, jednak z powodu wybuchu pandemii wirusa SARS-CoV-2 wszystkie zaplanowane koncerty na ten rok odwołano a część przeniesiono na 2021. Zaczynając trasę koncertową w Stanach Zjednoczonych końcem 2021 roku, Styles odwiedził Europę w 2022 oraz 2023. Występy głównie odbywały się na arenach oraz stadionach.
Pod koniec 2021 roku wprowadził na rynek markę do pielęgnacji skóry i paznokci pod nazwą Pleasing.

### 2022:Harry’s House
W 2022 roku osiągnął największy komercyjny sukces w swojej karierze dzięki wydaniu albumu pt. Harry’s House. Główny singiel z płyty, „As It Was”, zadebiutował na pierwszym miejscu listach przebojów w Wielkiej Brytanii i Stanach Zjednoczonych, stając się drugim solowym singlem numer jeden Stylesa w obu krajach. Album również zadebiutował na szczycie list przebojów w Wielkiej Brytanii i USA jako najszybciej sprzedająca się płyta 2022 roku. Podczas pierwszego tygodnia premiery piosenkarz zajął pierwsze miejsce na listach albumów i singli zarówno w Wielkiej Brytanii, jak i USA, odpowiednio z Harry’s House i „As It Was”. Dzięki czterem utworom z albumu, które jednocześnie znalazły się na listach przebojów w USA, stał się pierwszym brytyjskim artystą solowym, który osiągnął ten wyczyn (mowa o As It Was na miejscu 1, Late Night Talking na miejscu 4, Music for a Sushi Restaurant na miejscu 8, Matilda na miejscu 9). W 2022 Styles otrzymał sześć nominacji do Nagrody Grammy oraz cztery nominacje do Brit Awards. W trakcie ceremonii nagród Grammy otrzymał statuetki w kategoriach Albumu Roku i Najlepszego Popowego Albumu Wokalnego, zaś podczas 43. ceremonii wręczenia nagród Brit otrzymał cztery nagrody, w tym za album roku. 
Styles został ogłoszony główną gwiazdą wieczoru podczas amerykańskiego festiwalu Coachella w kwietniu 2022 roku. Wówczas pierwszy raz zaprezentował As It Was na żywo, co więcej, wykonał także przedpremierowo nowe piosenki Boyfriends oraz Late Night Talking. Podczas dwóch festiwalowych występów gościł na scenie Shaniane Twain, z którą wykonał jej utwór „Man! I Feel Like a Woman!”, a wraz z Lizzo wykonał wspólnie cover piosenki Glorii Gaynor „I Will Survive”. Krótko po festiwalu wyruszył w europejską część trasy Love On Tour, w jej ramach wystąpił m.in. w Warszawie. W międzyczasie, tj. w połowie października 2022, Gucci wydał kolekcję Gucci Ha Ha Ha stworzoną przez Stylesa i Alessandro Michele.

## Filmografia
Równolegle do kariery muzycznej Styles brał udział w kilku projektach filmowych:
| Rok  | Tytuł                   | Rola           | Gatunek filmu |
| ---- | ----------------------- | -------------- | ------------- |
| 2017 | Dunkierka               | Alex           | Wojenny       |
| 2021 | Eternals                | Eros / Starfox | Fantasy       |
| 2022 | Nie martw się, kochanie | Jack           | Thriller      |
| 2022 | My Policeman            | Tom Burgess    | Romans        |

### 2017:Dunkierka
Jego debiutem filmowym była postać Jacka w filmie wojennym reżyserii Christophera Nolana Dunkierka (2017), gdzie wcielił się w jednego z żołnierzy podczas ewakuacji alianckich sił zbrojnych w 1940 roku z Dunkierki.

### 2021:Eternals
Pojawił się gościnnie jako Eros / Starfox, brat Thanosa, w środkowej scenie filmu Marvel Cinematic Universe Eternals. Wystąpił na jednym ekranie z takimi osobowościami jak Angelina Jolie czy Salma Hayek.

### 2022:Nie martw się, kochanie i My Policeman
Styles ubiegał się o główną rolę Elvisa Presleya w musicalu biograficznym Baza Luhrmanna pt. Elvis. Luhrmann w wywiadzie dla australijskiego radia Nova FM stwierdził, że:
„Harry jest naprawdę utalentowanym aktorem. Chciałbym z nim pracować, jednak prawdziwym problemem z Harrym jest to, że jest Harrym Stylesem. Jest już ikoną. Butler po prostu urodził się, by zagrać Króla Rock’n’Rolla”.
Drugim filmem jest thriller psychologiczny Nie martw się, kochanie w reżyserii Olivii Wilde, gdzie Styles zagrał u boku Florence Pugh. Po premierze na 79. Międzynarodowym Festiwalu Filmowym w Wenecji, film, jak również jego występ na wielkim ekranie, otrzymały mieszane recenzje.
W tym samym roku Styles zagrał także u boku Emmy Corrin w My Policeman, filmowej adaptacji powieści o tym samym tytule z 2012 roku, która miała premierę na Międzynarodowym Festiwalu Filmowym w Toronto.

## Wizerunek publiczny

### Styl i moda

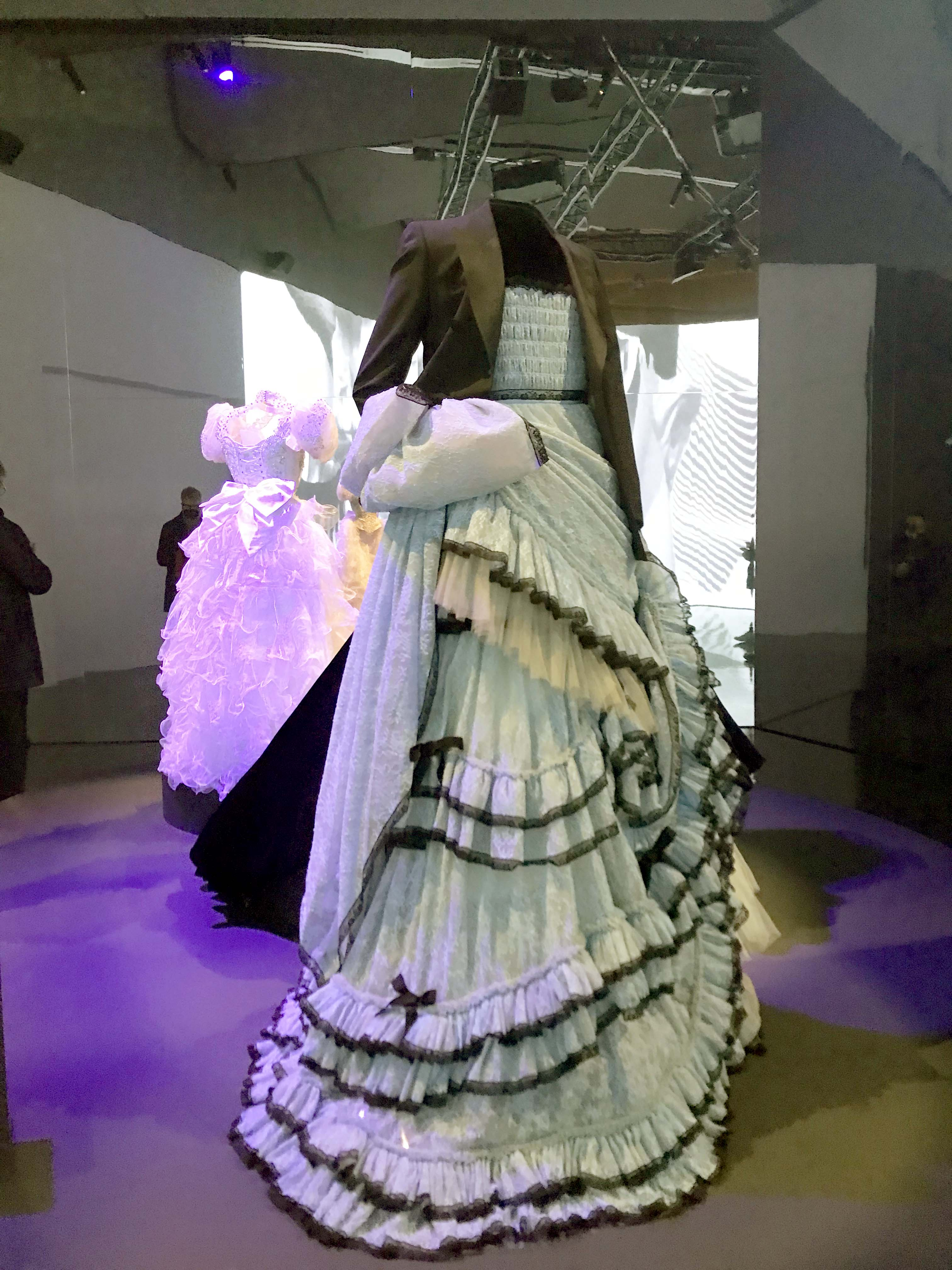
Sukienka, którą nosił Styles

Podczas występowania w zespole One Direction Harry nosił zazwyczaj obcisłe dżinsy, kwieciste nadruki i ekstrawaganckie garnitury. Jednak Styles zmienił swój styl ubierania zaraz po opuszczeniu zespołu. W 2017 roku został twarzą domu mody Gucci a jego stylistą został Harry Lambert. Stylizacje Harry’ego stały się neutralne płciowo, często wybiera elementy damskiej garderoby łącząc je z elementami męskimi. Przyczynił się on w 2019 roku do zapoczątkowania trendu na zakładanie za dużych swetrów, workowatych spodni z wysokim stanem i naszyjników z pereł, co skłoniło Jacoba Gallaghera z The Wall Street Journal do nazwania go „popularyzatorem męskiego naszyjnika z pereł”. Przełomową stylizacją okazał się jego ubiór na Met Gali w maju 2019 roku na której wystąpił z perłowym kolczykiem, w półprzezroczystym topie, czarnym garniturze Gucci, w butach na obcasie i z pomalowanymi paznokciami. W 2020 roku wzbudził kontrowersje pojawiając się na okładce grudniowego wydania magazynu Vogue w sukience. Jednocześnie został pierwszym mężczyzną, który wystąpił na okładce amerykańskiego Vogue.

## Inspiracje muzyczne
Wśród swoich inspiracji muzycznych Styles wymienia artystów takich jak m.in. Paul McCartney, The Beatles, Fleetwood Mac, Etta James, Joni Mitchell, Van Morrison, Hall and Oates, Elvis Presley, Harry Nilsson, Stevie Nicks. Z kolei sama Stevie Nicks przyznała, że utrzymuje ze Stylesem przyjacielskie relacje:

On [przyp. Styles] jest Mick’a [przyp. Fleetwooda] i moim dzieckiem z miłości. Kiedy Harry pojawił się w naszym życiu, powiedziałam: „O mój Boże, to jest syn, którego nigdy nie miałam, więc go adoptowałam. Kocham Harry’ego i bardzo się cieszę, że Harry nagrał rock&rolla – mógłby nagrać płytę pop i to byłby dla niego łatwy sposób, ale wydaje mi się, że zdecydował, że chce urodzić się również w 1948 roku – nagrał płytę, która bardziej przypominała 1975.

Krytycy muzyczni podkreślali silną inspirację Stylesa muzykami rockowymi, takimi jak Oasis czy David Bowie, choć sam przedstawiciel zespołu Oasis, Noel Gallagher otwarcie krytykował Stylesa, podważając jego karierę rozpoczętą w programie typu X-Factor oraz dokonania muzyczne m.in. utwór „Sign of the Times”.

## Koncerty w Polsce
| Data          | Miejsce             | Źródło  |
| ------------- | ------------------- | ------- |
| 18 lipca 2022 | Tauron Arena Kraków | [ 99 ]  |
| 2 lipca 2023  | PGE Narodowy        | [ 100 ] |

## Dyskografia

### Albumy studyjne
- 2017: Harry Styles
- 2019: Fine Line
- 2022: Harry’s House

## Trasy Koncertowe
- 2017–2018: Harry Styles: Live on Tour
- 2021–2023: Love On Tour

## Single
| Tytuł                                    | Rok  | Pozycja na liście POL | Album         |
| ---------------------------------------- | ---- | --------------------- | ------------- |
| Sign of the Times                        | 2017 | 1                     | Harry Styles  |
| Two Ghosts                               | 2017 | –                     | Harry Styles  |
| Kiwi                                     | 2017 | –                     | Harry Styles  |
| Lights Up                                | 2019 | 29                    | Fine Line     |
| Adore You                                | 2019 | 11                    | Fine Line     |
| Falling                                  | 2020 | –                     | Fine Line     |
| Watermelon Sugar                         | 2020 | 11                    | Fine Line     |
| Golden                                   | 2020 | –                     | Fine Line     |
| Treat People with Kindness               | 2021 | –                     | Fine Line     |
| Fine Line                                | 2021 | –                     | Fine Line     |
| As It Was                                | 2022 | 1                     | Harry’s House |
| Late Night Talking                       | 2022 | 11                    | Harry’s House |
| „–” oznacza, że singel nie był notowany. |      |                       |               |